# Peter Stahlknecht
Peter Stahlknecht (* 5. April 1933 in Leipzig; † 10. November 2023 in Magdeburg) war ein deutscher Wirtschaftsinformatiker, der als Mitbegründer des Faches gilt. Stahlknecht hatte seit 1981 einen Lehrstuhl für Wirtschaftsinformatik an der Universität Osnabrück inne und leitete dort das Institut für Informationsmanagement und Unternehmensführung. 1998 wurde Stahlknecht emeritiert.
Das gemeinsam mit Ulrich Hasenkamp veröffentlichte Lehrbuch Einführung in die Wirtschaftsinformatik gilt als eines der Standardwerke für das Gebiet.

## Leben
Peter Stahlknecht war nach der Promotion lange Zeit in der Praxis tätig, so u. a. bei den Leuna-Werken (Merseburg), der Preussag in Hannover und dem Rechenzentrum der Finanzverwaltung Nordrhein-Westfalens in Düsseldorf. 
Er verfasste die erste Habilitation im Fach Wirtschaftsinformatik und wechselte im Anschluss daran ab 1976 an die Freie Universität Berlin auf eine Professur für Wirtschaftsinformatik. 
Stahlknecht war langjähriger Mitherausgeber der Zeitschrift Wirtschaftsinformatik, dem führenden Organ des Faches in Deutschland.

## Hauptwerke
- Stahlknecht, Peter; Hasenkamp, Ulrich: Arbeitsbuch Wirtschaftsinformatik. 4. Auflage, Berlin: Springer, 2005, ISBN 3-540-26361-6.
- Stahlknecht, Peter; Hasenkamp, Ulrich: Einführung in die Wirtschaftsinformatik. 11. Auflage, Berlin: Springer, 2005, ISBN 3-540-01183-8.
- Stahlknecht, Peter: Lineare Programmierung auf dem PC. München: Oldenbourg, 1987, ISBN 3-486-20532-3.
- Stahlknecht, Peter: Fallstudie Methodik der Hardware- und Software-Auswahl in kleinen und mittleren Unternehmen. München: Oldenbourg, 1981, ISBN 3-486-25221-6.